# 末吉麦門冬
末吉 麦門冬（すえよし ばくもんとう、本名・末吉 安恭（あんきょう）、1886年（明治19年） - 1924年（大正13年）12月25日）は、沖縄県出身のジャーナリスト・俳人。

## 概要
首里儀保村生まれ。1905年（明治38年）に東京に遊学し、沖縄県に帰郷後は『沖縄毎日新聞』や『琉球新報』の記者となり、俳句欄やコラムを担当した。歌人の山城正忠とともに沖縄の文芸を盛んにした。

## 著書
- 『古手帳』
- 『琉球飢餓史』
- 『沖縄書き留め』
- 『組踊小言』